# Măhal
Măhal – wieś w Rumunii, w okręgu Kluż, w gminie Sânmărtin. W 2011 roku liczyła 104 mieszkańców.